# Aeroportul Paraburdoo
Aeroportul Paraburdoo (IATA: PBO, ICAO: YPBO) este un aeroport din Australia de Vest, Australia ce deservește zona Paraburdoo⁠(d). Aeroportul a fost tranzitat în 2022 de 210.756 de pasageri. A fost numit după zona deservită.
Situat la o altitudine de 442 m, aeroportul dispune de o singură pistă. Este operat de Pilbara Iron⁠(d).